# Dzogčhen

Symbol prvotního stavu, obecný znak dzogčhenu

Dzogčhen (tibetsky རྫོགས་ཆེན་ , wylie: dzog pa czen po, zkráceně rdzogs chen, sansrkt: महसंधि, maha ati) je podle nauk vadžrajánového tibetského buddhismu a bönu přirozeným prvotním stavem a podstatou mysli všech bytostí a současně také naukou směřující k realizaci tohoto stavu.
Dzogčhen neboli „Velká dokonalost“ je centrálním učením školy Ňingmapa a je také praktikován příznivci ostatních škol tibetského buddhismu. Podle dzogčhenové literatury je Dzogčhen nejvyšší a definitivní cestou k osvícení , mnoho lámů, především ze škol Ňingmapa a Kagyu, ho považuje za nejhlubší a nejzazší učení vůbec .
Zrcadlo srdce Vadžrasattvy, hlavní tantra Dzogčhenu, vysvětluje, že Dzogčhen je "velký", protože:

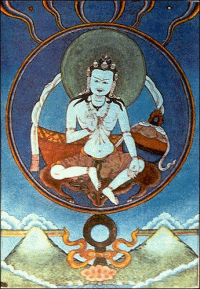
Garab Dordže

- Je vrcholem všech prostředků, názorů, meditací, chování a cílů.
- "Nikdy se neodchyluje od prvotního stavu".
- Působí "bez překážek v oblasti přesahující změny".
- Projevuje se "mimo pojmy v oblasti za hranicí připoutanosti".
- Projevuje se "bez připoutanosti v oblasti za touhami".
- Projevuje se "ve velké blaženosti v oblasti za hranicemi řeči".
- Je "zdrojem, který prostupuje čisté osvícení".
- Je to "nehmotná rigpa přesahující činnost a úsilí".
- Zůstává "v rovnosti, aniž by se vzdalovala od oblasti totální blaženosti" a "aniž by se vzdalovala od základního významu".
- Existuje "všude, aniž by byla dimenzí pochopení".
- Je "podstatou všeho, aniž by byla ustanovena slovy a slabikami".

| „              | Jestliže povstanou myšlenky, zůstaň v tomto stavu bděle přítomen, jestliže žádné myšlenky nepovstanou, buď bděle přítomen i v tomto stavu. V bdělém vědomí obou stavů není žádný rozdíl." | “ |
| — Garab Dordže | |   |

## Původ

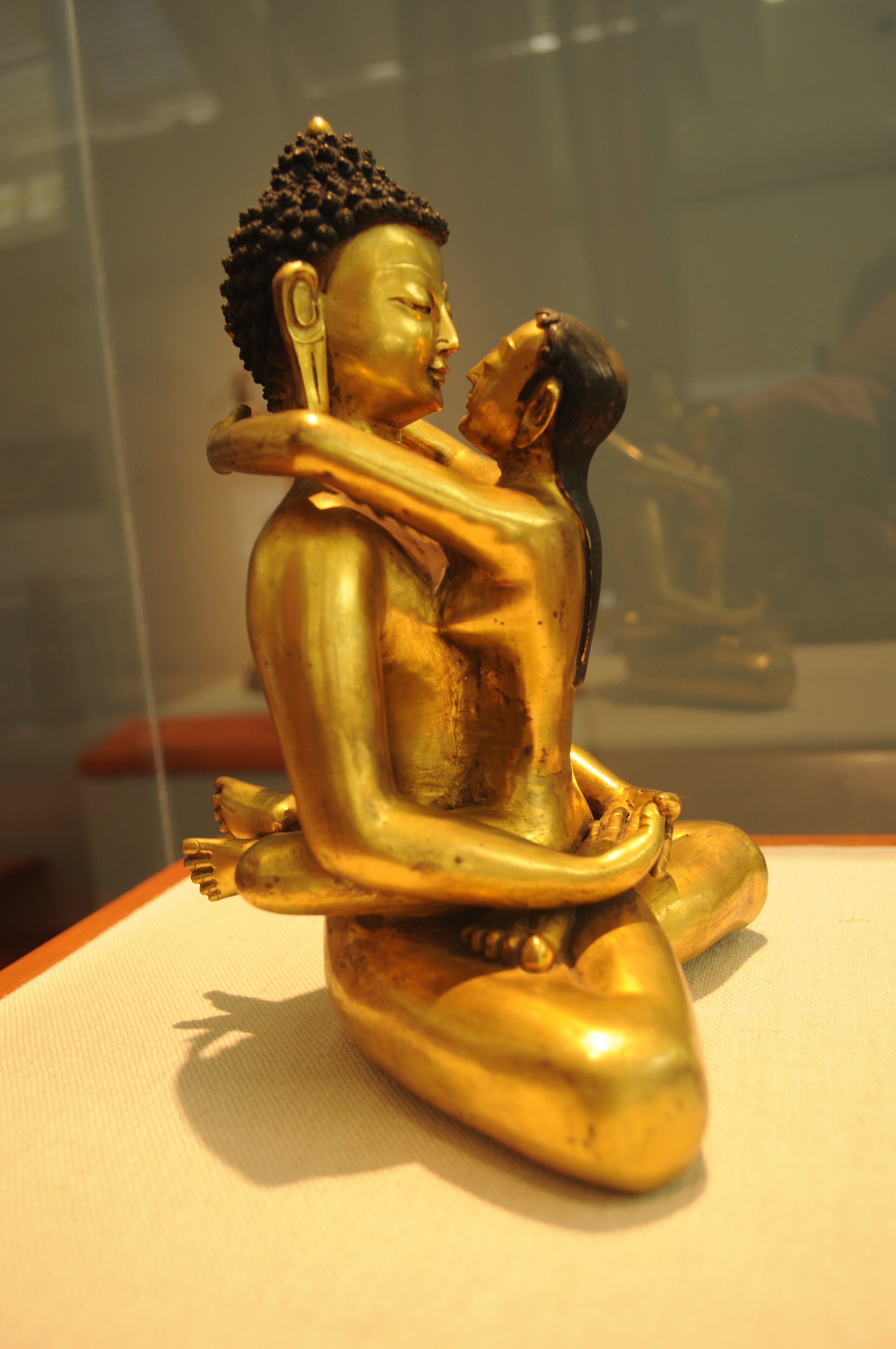
Buddha Samantabhadra s partnerkou v pozici jab-jum

Podle tradice je zdrojem nauk Dzogčhenu prvotní buddha Samantabhadra, prvním historickým učitelem dzogčhenových nauk v této epoše byl Garab Dordže (2. st. př. n. l.), z Odijany, který dostal nauky od Buddhy Vadžrasattvy. Mañjuśrīmitra od kterého se přes Sri Singhu, Vimalamitru, Džňanasutru, Padmasambhavu a další významné mistry tyto nauky předávají v nepřerušené linii, jako živý stav poznání, až do dnešní doby.

## Prvotní stav
Nauka dzogčhenu je učením o prvotním stavu bytí, jenž je každé bytosti od samého počátku vlastní jakožto její vnitřní, přirozená podstata. Podle Dzogčhenu je prvotní stav – mimo čas, prostor či intelekt – přirozeně čistým a nestvořeným prazákladem veškeré existence, a to současně jak v rovině individuální, tak vesmírné. Realizovat tento stav tedy znamená prožívat sebe sama takového, jakým člověk ve skutečnosti je.
Všední, dualisticky zaměřené myšlení představuje omezené, egocentrické vidění skutečnosti, které nám brání v přímé zkušenosti a odděluje nás od naší pravé podstaty. Rozpoznat a pochopit svůj vlastní neduální prvotní stav znamená pochopit i nauku dzogčhenu a význam jejího předávání. Nejsou třeba žádné intelektuální, kulturní, historické či náboženské znalosti, neboť prvotní stav svou vlastní podstatou intelekt a všechny myšlenkové koncepty přesahuje.

## Spontánní samoosvobozování

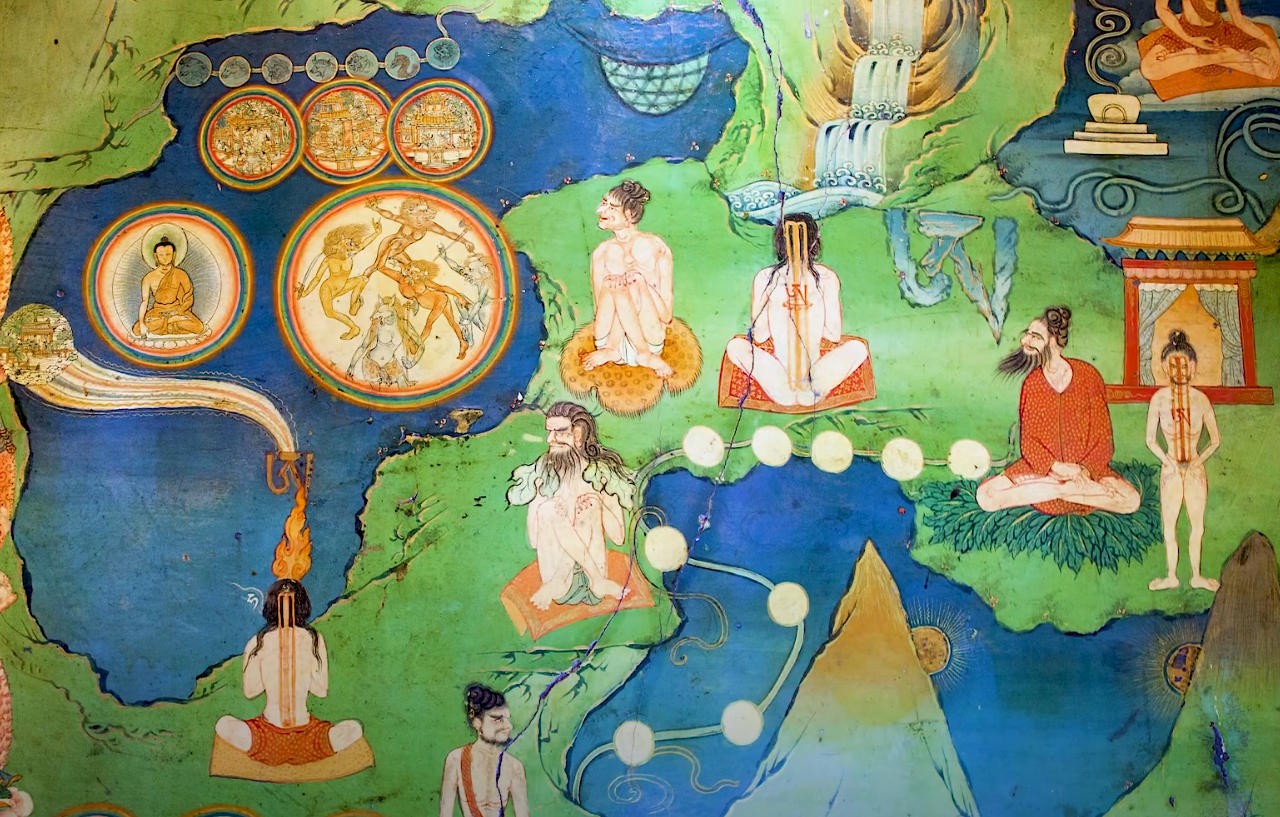
Nástěnná malba v chrámu Lukhang zobrazující praktiky dzogčhenu anujoga

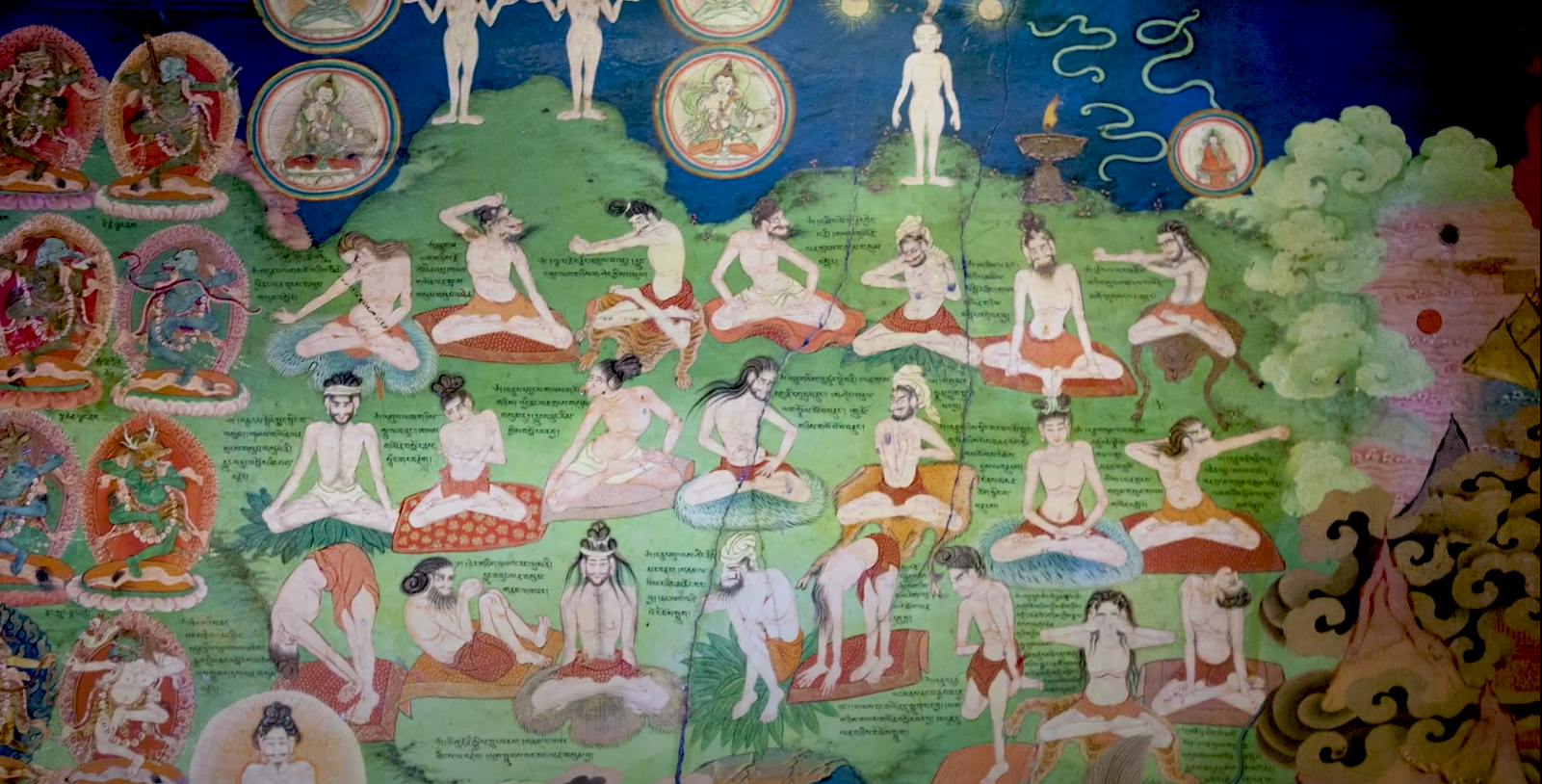
Přehled jógových pozic na nástěnné malbě v chrámu Lukhang

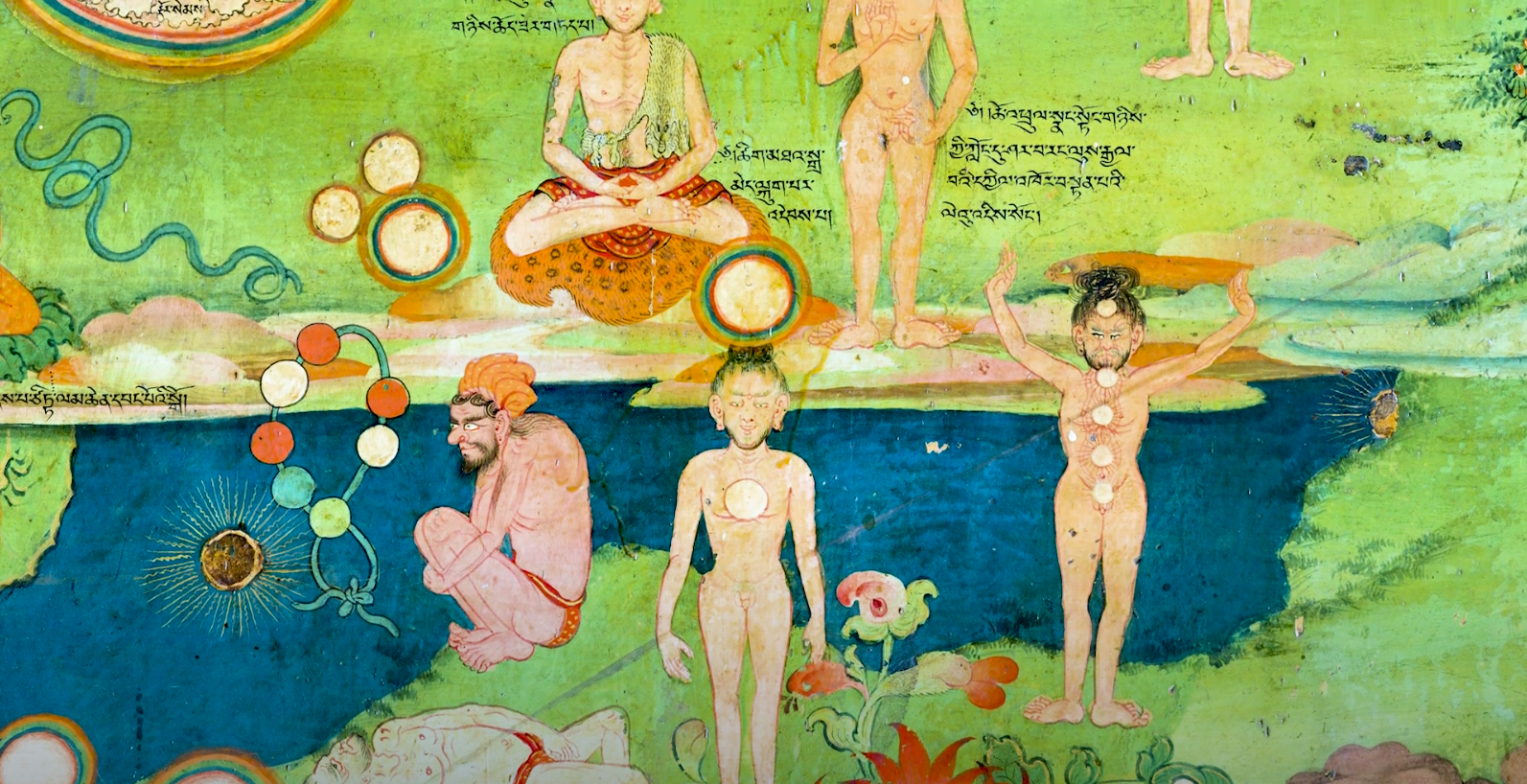
Různé praktiky dzogčhenu na nástěnné malba chrámu Lukhang

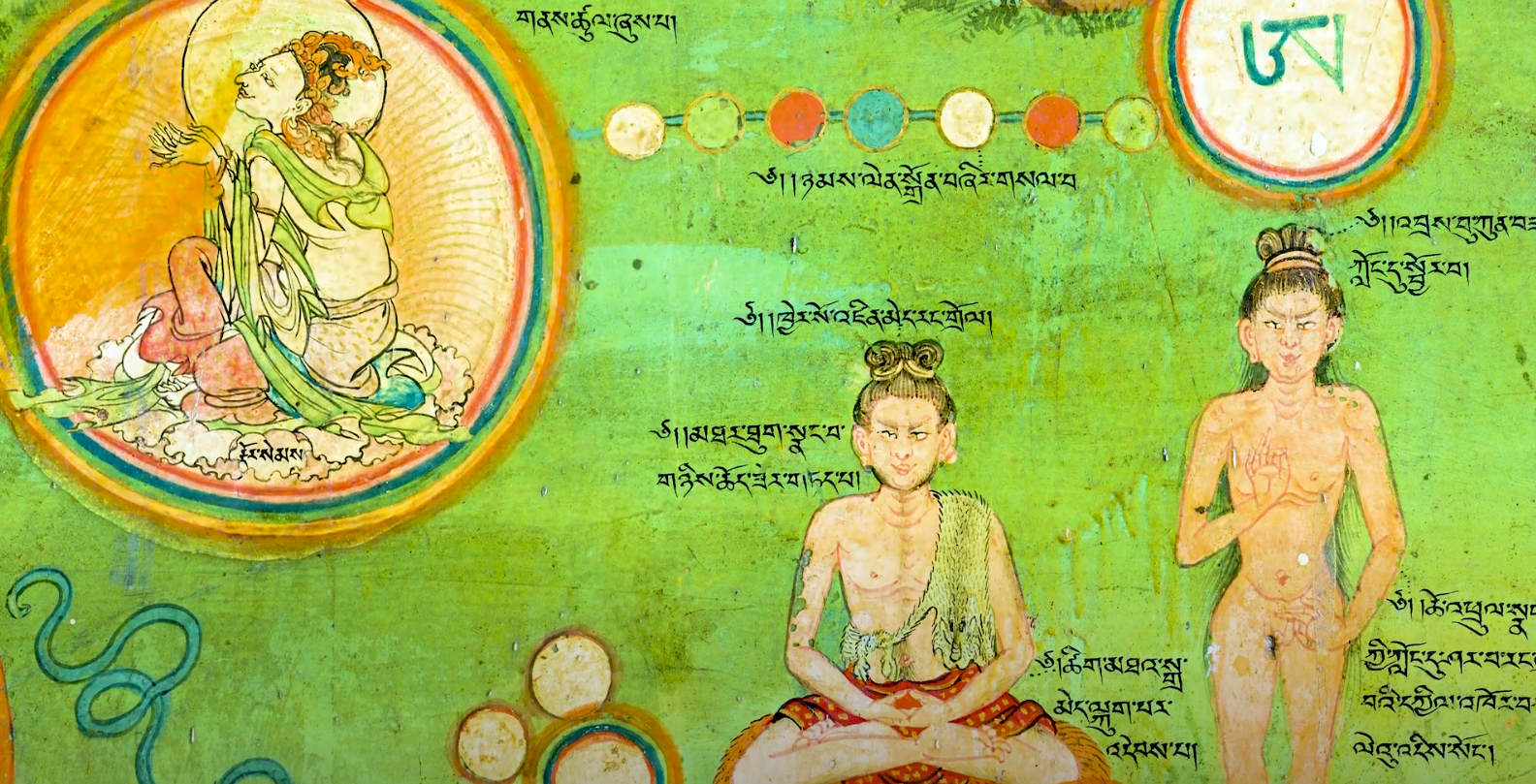
Další z nástěnných maleb v chrámu Lukhang

Vlastní metoda dzogčhenu se nazývá samoosvobozování. Při její aplikaci se není třeba ničeho zříkat, od ničeho se očišťovat, ani usilovat o jakoukoliv přeměnu. Na této cestě vnímáme vše, co vzniká v našem karmickém vidění světa a využíváme spontánní schopnosti mysli k dosažení vlastního samoosvobození. Termín "samoosvobozování" by však neměl budit představu, že existuje nějaké "já" či ego, od kterého bychom se měli úsilím osvobodit. Základním předpokladem v dzogčhenu je totiž fakt, že žádný jev nemá svoji vlastní, nezávislou existenci.
Samoosvobozování podle dzogčhenu znamená, že ať už se v rámci naší zkušenosti objeví cokoliv, ponecháme vše takové, jaké to je. Nijak neposuzujeme, zda je to dobré nebo špatné, příjemné nebo nepříjemné, zda souhlasíme či nikoliv atp. Nebudeme-li zároveň v témže okamžiku lpět na tom, co vzniká naší aktivitou, ať je to již myšlenka nebo čin, pak se daný jev spontánně sám od sebe osvobodí.

## Vztah k ostatním buddhistickým směrům
V rámci tibetského, tzv. vadžrajánového buddhismu, který se podle školy tzv. starého překladu – Ňingmapy – vnitřně člení na vnější tantry (Krija tantra, Čárja tantra, Jóga tantra) a vnitřní tantry (mahajoga, anujoga a atijoga) je Dzogčhen neboli Atijóga nejvyšší jógou systému. V rámci učení Dzogčhenu je tedy možné používat všechny možné druhy praxe buddhistických súter nebo tanter, jsou-li tyto užitečné k odstranění překážek, jež dosažení či udržení stavu neduální kontemplace brání.
Ačkoliv Dzogčhen nemůže být nijak oddělen od tradic buddhismu či bönu, velmi často jeho učitelé zdůrazňují nereligiózní charakter učení. Samozřejmě, tradice buddhismu či bönu nejsou dzogčhenem nikdy popírána. Čhögjal Namkhai Norbu Rinpočhe však opakovaně říkal, že jakožto náš přirozený prvotní stav, Dzogčhen existoval již od počátku časů a je odedávna učen různými Mistry ve vesmíru.

## Duchovní mistr
Nepostradatelným pomocníkem v nauce dzogčhenu je duchovní mistr, který díky tomu, že trvale dlí ve stavu neduální kontemplace, může svého žáka nechat tento stav zakusit. Provádí to při tzv. „přímém uvedení“ (předání transmise). Žák pak pod vedením mistra používá praxí, které obdržel zároveň s transmisí, do té doby, než dokáže neduální stav, zpočátku dosahovaný jen během meditace, integrovat sám do běžného denního života.

## Transmise

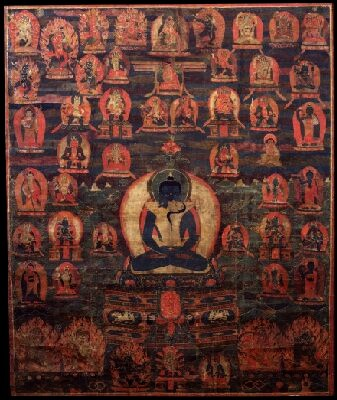
Buddha Samantabhadra s partnerkou v pozici jab-jum obklopený buddhy

Transmise neboli předání vytváří linii. Prvním článkem linie dzogčhenu je Samantabhadra. Samantabhadra, tibetsky Kuntu Zangpo ("Vždy dobrý"), je prvotní Adi Buddha, zobrazovaný jako tmavě modrá, nahá postava a představuje Dharmakáju, neboli "dimenzi podstaty existence", zářivou prázdnotu prostoru prvotního stavu, nekonečnou energii bez formy. V linii následuje Vadžrasattva, tibetsky Dordže Sempa, představující Sambhógakáju, neboli "dimenzi dokonalé radosti", bohatou na množství nehmotných forem, které však mohou vnímat jen bytosti s rozvinutými schopnostmi jasnosti mysli. Linie pokračuje Nirmánakájou Garab Dordžem, prvním dzogčhenovým mistrem naší epochy.